# ロッド・スチュワート・アルバム
『ロッド・スチュワート・アルバム』（原題：The Rod Stewart Album）は、ロッド・スチュワートが1969年に発表した、ソロ名義では初のスタジオ・アルバム。前述のタイトルはアメリカ、カナダ、ニュージーランド、日本等で発売されたマーキュリー盤に基づいており、イギリス、ドイツ、オランダ等で発売されたヴァーティゴ盤のタイトルは『An Old Raincoat Won't Ever Let You Down』である。また、マーキュリー盤とヴァーティゴ盤はジャケットも異なる。

## 背景
スチュワートとロン・ウッドは、ジェフ・ベック・グループ脱退後スモール・フェイセスに加入し、最終的にフェイセズと改名して活動することになるが、それと並行して、スチュワートはソロ名義でのレコード契約も得た。そして、フェイセズとしてのデビュー・アルバム『ファースト・ステップ』（1970年）に先駆けて、スチュワートは本作でソロ・デビューした。なお、ウッドはジェフ・ベック・グループ時代にはベースを弾いていたが、フェイセズではギタリストに転身しており、本作ではギターとベースの両方を演奏している。
「ストリート・ファイティング・マン」はローリング・ストーンズのカヴァーで、エンディングではローリング・ストーンズの曲「この世界に愛を」のイントロを模したピアノ・フレーズが導入されている。「ハンドバッグと外出着」はマンフレッド・マンのメンバーとして知られるマイク・ダボが1967年に書いた曲で、同年にはクリス・ファーロウがシングルとしてリリースし、全英シングルチャートで最高33位を記録している。「君だけを」では、共同プロデューサーのルー・レイズナーがボーカルで参加したのに加えて、当時ナイスのメンバーだったキース・エマーソンがオルガンを弾いた。
ヴァーティゴ盤のジャケットはマーカス・キーフがデザインした。なお、2009年に発売された日本盤紙ジャケットSHM-CD (UICY-93976)は、ヴァーティゴ盤とマーキュリー盤の両方のミニチュア版ジャケットがセットになっている。

## 反響
アメリカのBillboard 200では、1969年12月13日に初登場200位となり、最終的には、リリースから2年以上後の1972年3月11日に最高139位を記録した。また、本作からのシングル「ハンドバッグと外出着」は、1972年3月11日付のBillboard Hot 100で42位に達した。一方、全英アルバムチャート入りは果たせなかった。

## 評価
Greil Marcusは1970年2月7日付の『ローリング・ストーン』誌のレビューで、アルバムの全体像に関して「選曲、多くの曲において繊細な様相を引き出している美しいボトルネック・ギター、そしてスチュワートが披露しているボーカルの殆どが、いずれも想像力に満ちている」、「ストリート・ファイティング・マン」に関して「もはやカヴァーでなく一つの優れた曲である」と評している。Stephen Thomas Erlewineはオールミュージックにおいて5点満点中4.5点を付け「スチュワートは、ロックがフォークと同様に豊潤で時代を越えられることも、フォークがロックと同等の活力を得られることも立証してみせた」と評している。また、ロバート・クリストガウは本作にAマイナスを付け、ジェフ・ベック・グループ時代のスチュワートに対し強い偏見を抱いていたと前置きした上で「演奏は秀逸で、スチュワートの歌唱や曲作りも、おおむね素晴らしい。悪かったのはジェフだ」と評している。

## 収録曲
特記なき楽曲はロッド・スチュワート作。
1. ストリート・ファイティング・マン - Street Fighting Man (Mick Jagger, Keith Richards) - 5:09
2. いつも悲しい男 - Man of Constant Sorrow (Traditional) - 2:33
3. ブラインド・プレイヤー - Blind Prayer - 4:39
4. ハンドバッグと外出着 - Handbags and Gladrags (Mike d'Abo) - 4:25
5. オールド・レインコート - An Old Raincoat Won't Ever Let You Down - 3:06
6. 君だけを - I Wouldn't Ever Change a Thing - 4:46
7. シンディの嘆き - Cindy's Lament - 4:28
8. ダーティー・オールド・タウン - Dirty Old Town (Ewan MacColl) - 3:39

## レコーディング・メンバー
- ロッド・スチュワート - ボーカル(all songs)、ギター(on #2)
- ロン・ウッド - ギター、ベース
- マーティン・ピュー - ギター
- マーティン・クイッテントン - アコースティック・ギター
- イアン・マクレガン - ピアノ、オルガン
- マイク・ダボ - ピアノ(on #4)
- キース・エマーソン - オルガン(on #6)[8]
- ミック・ウォーラー - ドラムス
- ルー・レイズナー - ボーカル(on #6)[8]